# Rhode magnifica
Rhode magnifica är en spindelart som beskrevs av Christa L. Deeleman-Reinhold 1978. Rhode magnifica ingår i släktet Rhode och familjen ringögonspindlar.
Artens utbredningsområde är Montenegro. Inga underarter finns listade i Catalogue of Life.